# El candidato (película)
The Front Runner es una película biográfica estadounidense de 2018 dirigida por Jason Reitman y basada en el libro de 2014 All the Truth Is Out: The Week Politics Went Tabloid escrito por Matt Bai. La película está protagonizada por Hugh Jackman junto a Vera Farmiga, J.K. Simmons y Alfred Molina.

## Sinopsis
Después de terminar en segundo lugar detrás de Walter Mondale en las primarias presidenciales del Partido Demócrata de 1984, el exsenador Gary Hart es ahora el favorito ampliamente aceptado en las primarias presidenciales del Partido Demócrata de 1988 . Antes del lanzamiento formal de su campaña en abril de 1987, a algunos miembros del personal de campaña de Hart les preocupa que no se abra sobre sí mismo (permitiendo que el público "lo conozca"), sino que se centre en ideas y políticas. Mientras tanto, en The Washington Post , editores y periodistas discuten si el periódico debería informar sobre los problemas maritales de Hart y la supuesta promiscuidad.
Después de la primera semana de campaña, Hart se une a su amigo Billy Broadhurst para un crucero en yate desde Miami a Bimini en el Monkey Business , donde conoce a Donna Rice , una mujer joven. Días después, en una serie de teléfonos públicos en un aeropuerto, dos reporteros (AJ Parker del Post y Tom Fiedler del Miami Herald) escuchan el final de una conversación de Hart, presumiblemente con Rice.
En el avión de campaña, Hart conoce a Parker, le ofrece consejos paternales y le da al joven reportero una novela de Tolstoi para aprender sobre los soviéticos. Más tarde, en Iowa, Parker ofende a Hart durante una entrevista al preguntarle si tiene "un matrimonio tradicional". Hart responde: "Quieres saber qué hago en mi tiempo libre, AJ, ¿es eso? Sígueme, sígueme. Te aburrirías mucho".
Mientras tanto, en Miami, Tom Fiedler ha recibido una llamada anónima de una joven que alega que Hart "está teniendo una aventura con un amigo mío". Fiedler rechaza la llamada al principio, pero termina rastreando a dos mujeres en un vuelo a Washington D. C., y vigilando la casa de Hart, donde ve a Hart salir y regresar con Rice. Hart finalmente se da cuenta del auto de Fiedler y hay una confrontación, durante la cual Fiedler pregunta por la mujer y Hart niega haber actuado mal y afirma que su vida personal no es asunto de nadie. Sabiendo que la historia llegará a las noticias, Hart llama a su esposa, Lee Hart, y se disculpa.
Después de que la historia aparece en el Herald , Lee y su hija Andrea son asediados por reporteros afuera de su casa en Troublesome Gulch, Colorado. Mientras tanto, en DC, la empleada de campaña Irene Kelly tiene la tarea de hacerse amiga de Rice para tratar de obtener información de ella, después de lo cual envía a Rice de regreso a Miami, donde la prensa destroza su privacidad.
Hart discute con su director de campaña, Bill Dixon, sobre si responder a la historia del Herald . Dixon cree que Hart necesita hablar para controlar el daño, pero Hart argumenta con vehemencia que cualquier respuesta legitimaría la acción de los reporteros y sentaría un precedente peligroso.
The Post recibe un paquete anónimo con fotos tomadas meses antes de Hart con otra mujer. Parker argumenta que informar sobre este aspecto de la vida de Hart no es buen periodismo, pero el editor, Ben Bradlee , lo anula, indicando que necesitan cambiar con los tiempos.
Mientras se prepara para una conferencia de prensa, el equipo de campaña de Hart señala que las encuestas muestran que la mayoría del público cree que los medios han ido demasiado lejos en su cobertura de Hart y que las indiscreciones maritales de un candidato son irrelevantes para sus calificaciones para ser presidente. Cuando se le dice que los reporteros pueden preguntar si alguna vez engañó a su esposa, Hart responde enérgicamente: "¡No es asunto de nadie!", y el equipo está de acuerdo en que es la respuesta perfecta. Luego llega Lee y el personal se va. Ella le dice a Hart que puede dejarlo eventualmente, pero no ahora.
En la rueda de prensa, es Parker quien pregunta si Hart ha cometido adulterio. En lugar de dar la respuesta ensayada, Hart tartamudea débilmente que no cree que sea una pregunta justa. Más tarde, Parker pide comentarios de la campaña sobre las fotos anónimas que recibió el Post .
Al ver lo molesto que está Lee por el escrutinio público y sus impactos negativos en su familia, Hart se retira de la campaña. El texto en pantalla dice que "Gary y Lee Hart siguen casados hasta el día de hoy"

## Reparto
- Hugh Jackman es Gary Hart.
- Vera Farmiga es Oletha "Lee" Hart.
- J. K. Simmons es Bill Dixon.
- Alfred Molina es Ben Bradlee.
- Sara Paxton es  Donna Rice Hughes.
- Mamoudou Athie es A.J. Parker
- John Bedford Lloyd es David S. Broder.
- Bill Burr es Pete Murphy.
- Kaitlyn Dever es Andrea Hart.
- Molly Ephraim es Irene Kelly.
- Josh Brener es Doug Wilson.
- Mike Judge es Jim Savage.
- Kevin Pollak es Bob Martindale.
- Ari Graynor es Ann Devroy.
- Mark O'Brien es Billy Shore.
- Alex Karpovsky es Mike Stratton.
- Toby Huss es Billy Broadhurst.
- Tommy Dewey es John Emerson.
- Spencer Garrett es Bob Woodward.
- Nyasha Hatendi es Roy Valentine.
- Steve Zissis es Tom Fiedler.
- Chris Coy es Kevin Sweeney.
- Jennifer Landon es Ann McDaniel.
- Oliver Cooper es Joe Trippi.
- Courtney Ford es Lynn Armandt.
- Jonny Pasvolsky es Steve Dunleavy.
- Randy Havens es Alan Weinberg.
- Steve Coulter es Bob Kaiser.
- Jenna Kanell es Ginny Terzano.
- Gabriel Manak es David Axlerod.
- Evan Castelloe es John Hart.